# 李应升
李應昇（1593年—1626年），字仲達，號次見，南直隸常州府江陰縣人，明朝政治人物、藏書家，東林黨人，東林七君子之一。

## 生平
李應昇是萬曆四十三年（1615年）乙卯科應天鄉試第十五名舉人，四十四年（1616年）丙辰科三甲第一百二十六名進士。吏部觀政，授南康府推官，曾平反冤民十九人，將數個大惡人處重刑，士民佩服其公正廉明，將他跟晉江縣人林學曾並稱「前林後李，清和無比」。四十六年（1618年）任江西鄉試同考官，天啟二年（1622年）南康府知府袁愚貞聘李應昇主持白鹿洞書院，重修《白鹿洞書院志》，三年（1623年）升福建道監察御史，上呈魏忠賢七十二大罪，五年（1625年）三月被工部營繕司主事曹欽程論劾護法東林，罷職歸里，藏書五萬於“落落齋”。
天啟六年（1626年）三月，李應昇被東廠緹騎逮捕，被捕之時，江陰縣城聚集數萬居民，為其鳴冤，四月抵京，下鎮撫司拷打，閏六月初二日在詔獄中被殺。崇禎元年（1628年）平反，追贈太僕寺卿，諡忠悼，錢謙益為其作墓誌銘。南明弘光元年（1645年）改諡忠毅。其子李遜之編有《落落齋遺稿》十卷。

## 家族
曾祖李詡，增廣生；祖父李果；父李鵬翀，附學生。